# Franziskanerkirche (Namysłów)

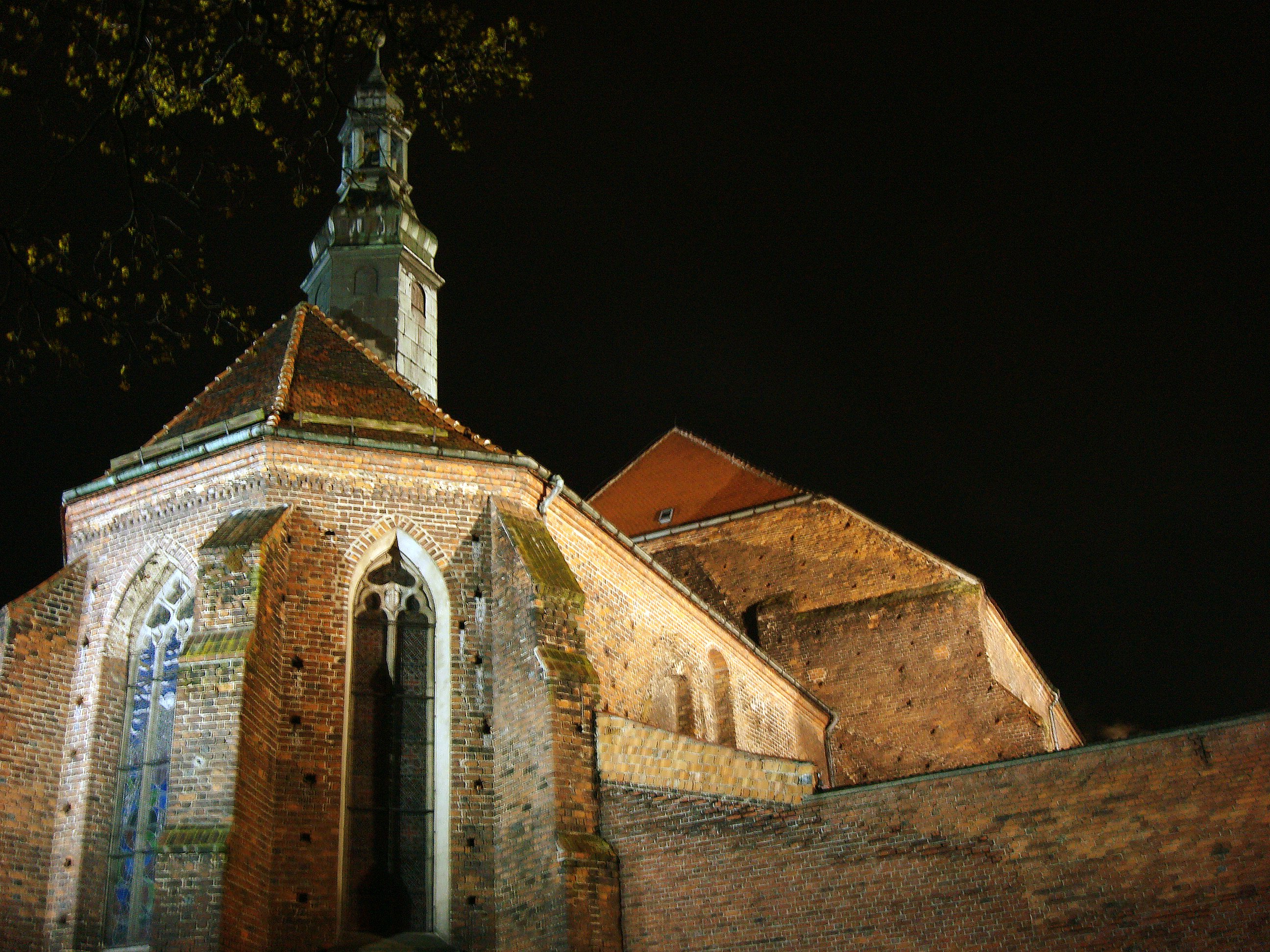
Franziskanerkirche Ostfront mit Chor

Die Pfarrkirche zum heiligen Franz von Assisi und Petrus von Alcantara (polnisch Kościół św. Franciszka z Asyżu i św. Piotra z Alkantary) ist eine römisch-katholische Kirche in der schlesischen Ortschaft Namysłów (Namslau) in der Woiwodschaft Opole. Die Kirche liegt in der westlichen Altstadt an der ul. Bolesława Chrobrego 18. Die Kirche ist die Hauptkirche der Pfarrei Franz von Assisi und Petrus von Alcantara (Parafii św. Franciszka z Asyżu i św. Piotra z Alkantary) in Namysłów.

## Geschichte

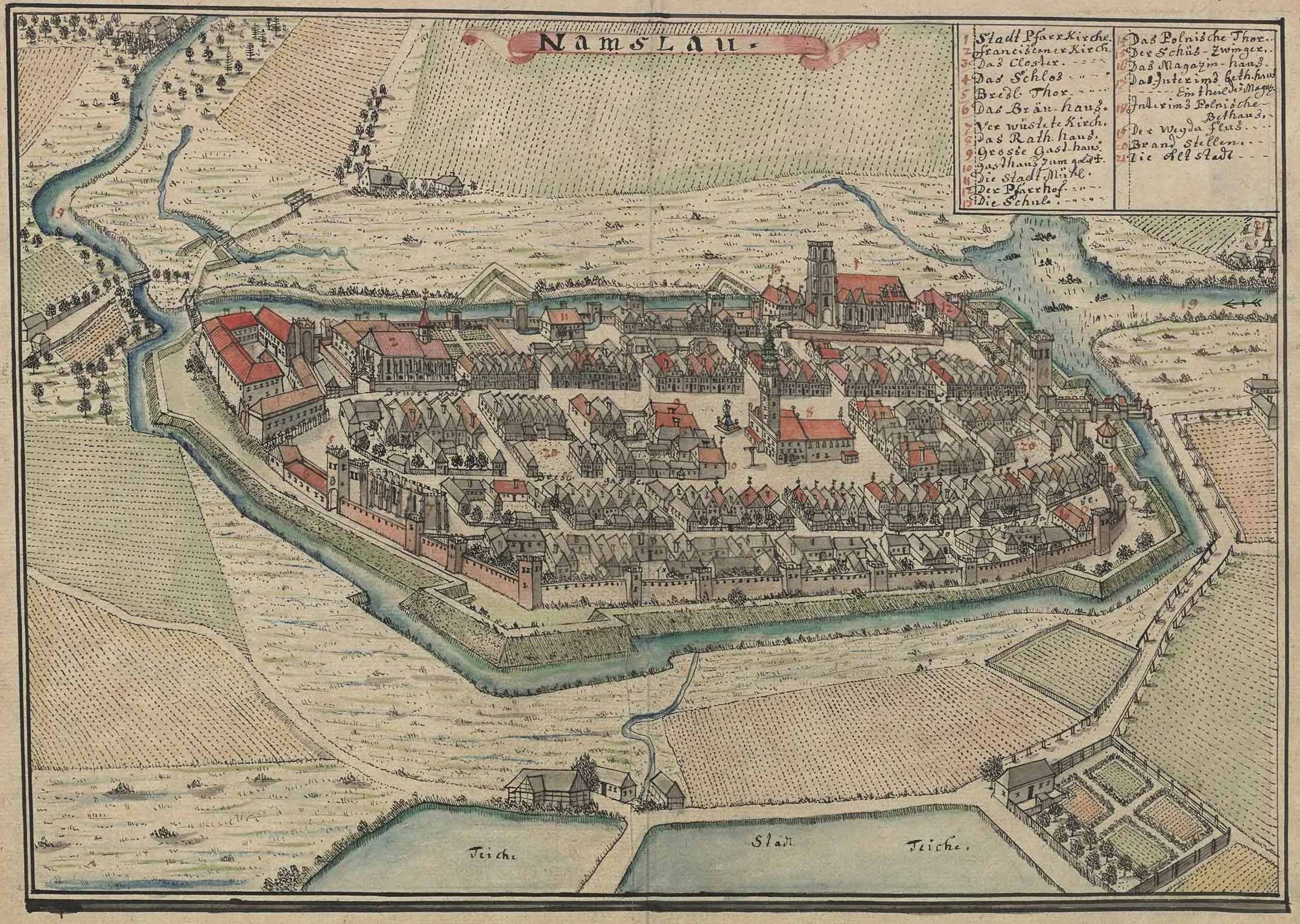
Ansicht von Namslau aus der Mitte des 18. Jahrhunderts mit Franziskanerkirche (links neben der Burg)

Der Bau der Kirche wurde wahrscheinlich zu Beginn des 14. Jahrhunderts begonnen. Es entstand zunächst ein kleiner Kirchenbau, welcher heute den Chor des Kirchenbaus im Osten bildet. Um 1420 wurde das Langhaus im gotischen Stil erbaut und angrenzend ein Klostergebäude errichtet. Ab 1536 diente das Kloster, nachdem es von Protestanten übernommen wurde, als Krankenhaus und Lager. Die Kirche blieb in den Händen der Franziskaner.
Um 1675 wurde das Gebäude barockisiert. Zwischen 1783 und 1784 wurde der Kirchenbau umgebaut, wobei eine Sakristei angebaut und der Chor umgebaut wurde. Nach der Säkularisation standen das Klostergebäude und die Kirche leer. Die Kirche wurde zeitweise als Militärlager und Getreidesilo genutzt. Die barocke Inneneinrichtung wurde teilweise verkauft und an Kirchen in der Umgebung verkauft. Der ursprüngliche barocke Hauptaltar steht heute in der Dreifaltigkeitskirche in Bogacica. 
1905 wurde der Kirchturm erneuert und in den Jahren 1924–1925 das Dach erneuert. Nach dem Zweiten Weltkrieg wurde die Kirche zunächst weiterhin als Lager genutzt.
Am 18. August 1982 wurde die Franziskanerkirche der Pfarrei Peter und Paul überlassen. Es begannen Sanierungsarbeiten am Kirchengebäude. Am 11. November 1988 wurde die Kirche durch den Kardinal Henryk Roman Gulbinowicz geweiht.
Die Kirche steht seit 1963 unter Denkmalschutz.

## Architektur
Der Kirchenbau aus Backstein entstand im Stil der Gotik. Der Kirchenbau besitzt ein dreijochiges Langhaus mit zwei kreuzgratgewölbten Jochen im Mittelschiff. Die Seitenschiffe besitzen Kapellenreihen und Emporen. Im Inneren besitzt der Kirchenbau Kreuzgrat- und Tonnengewölbe. Der Chor besitzt ein fünfseitigen Schluss mit Stichkappentonne und ein Walmdach Bekrönt ist der Chor mit einem oktogonalen Dachreiter mit Zwiebelhaube aus dem Jahr 1784. Die Innenausstattung entstand im Stil des Barocks.

## Franziskanerkloster
Das angrenzende Klostergebäude entstand ursprünglich um 1420. Ab 1810 wurde das Klostergebäude als Brauerei und Lager genutzt. 1819 wurde der Bau zum Teil abgerissen. Durch Kriegseinwirkung 1945 wurde der Klosterbau teilweise zerstört und darauf wieder aufgebaut. Der zweigeschossige Klosterbau besitzt einen Klostergarten im Innenhof.